# Trenta-tres Orientals
Trenta-tres Orientals (castellà, Treinta y Tres Orientales) és el nom del moviment encapçalat per Juan Antonio Lavalleja, amb el suport de les Províncies Unides del Riu de la Plata, i amb l'objectiu d'alliberar el territori de la Província Cisplatina del domini de l'Imperi del Brasil.

## El desembarcament en territori brasiler
El 15 d'abril de 1825, Juan Antonio Lavalleja i els seus homes van embarcar a San Isidro, localitat costanera del Riu de la Plata a pocs quilòmetres al nord-oest de Buenos Aires, i van avançar acuradament per les illes del delta del Paranà evitant la vigilància de la flota del Brasil. Van creuar durant la nit el riu Uruguai en dues llanxes i van desembarcar a la platja de l'Agraciada, també coneguda com a "Arenal Grande", la matinada del dia 19 d'abril. Allà van desplegar la bandera de tres franges horitzontals vermella, blanca i blava, colors tradicionalment usats des de l'època d'Artigas, no només a la Província Oriental, sinó també en altres de la regió riuplatenca.

## Els orientals

Bandera dels Trenta-tres Orientals.

El nombre dels expedicionaris de 1825 ha estat objecte de diverses controvèrsies a partir de l'existència de diverses llistes d'integrants, publicades entre 1825 i 1832. Si bé és cert que la xifra de trenta-tres és l'oficialment acceptada, els noms dels protagonistes canvien d'una llista a l'altra, fet al qual cal sumar que els redactors originals podrien haver tingut problemes en afegir els noms atès als cognoms d'alguns dels integrants de l'expedició. Cal tenir en compte també la deserció d'alguns membres, la qual cosa explicaria perquè els seus noms no van ser inclosos posteriorment.
Finalment, cal destacar que no tots hi eren "orientals" (és a dir, habitants de la regió a l'est del riu Uruguai), ja que formaven part del grup alguns simpatitzants argentins i fins i tot paraguaians.
És rellevant saber que els líders llibertadors pertanyien a la lògia Los Caballeros Orientales, els quals usaven simbòlicament el nombre 33, grau suprem de la maçoneria.

### En la cultura popular i les arts
Molt temps després, el 1877, l'èxit era retratat pel pintor Juan Manuel Blanes. Blanes freqüentava els temes històrics en la seva producció i va realitzar una reconstrucció detallada dels caràcters fisonòmics dels protagonistes, entrevistant a alguns supervivents i recollint una quantitat considerable d'informació.
L'actual departament de Treinta y Tres, ubicat a l'est del país, i la seva capital, la ciutat del mateix nom, deuen la seva denominació als Trenta-tres Orientals. Així mateix, la bandera dels Trenta-tres Orientals és, al costat del pavelló nacional i de la bandera d'Artigas, un dels tres símbols patris de l'Uruguai.